# Tlos
Tlos, of in het Luwisch Tlawa was een van de grootste en oudste steden in Lycië, gelegen op een heuvel aan de oostzijde van de Xanthosvallei nabij Kalkan, Turkije. Tlos wordt gezien als een van de belangrijkste religieuze steden van Lycië, en de stad is een van de weinige Lycische steden die voor duizenden jaren continu bewoond is gebleven (tot in de 19e eeuw). Naast de stadsmuren uit Luwische en Romeinse tijd zijn er een agora, theater, stadium, markt, gymnasium, badhuis, cisterne en restanten van een Byzantijnse kerk opgegraven. Naast oude Griekse en Romeinse restanten zijn er op de locatie ook ruïnes van Ottomaanse forten. Er is ook een grote necropolis, met tombes en rotsgraven.

## Galerij

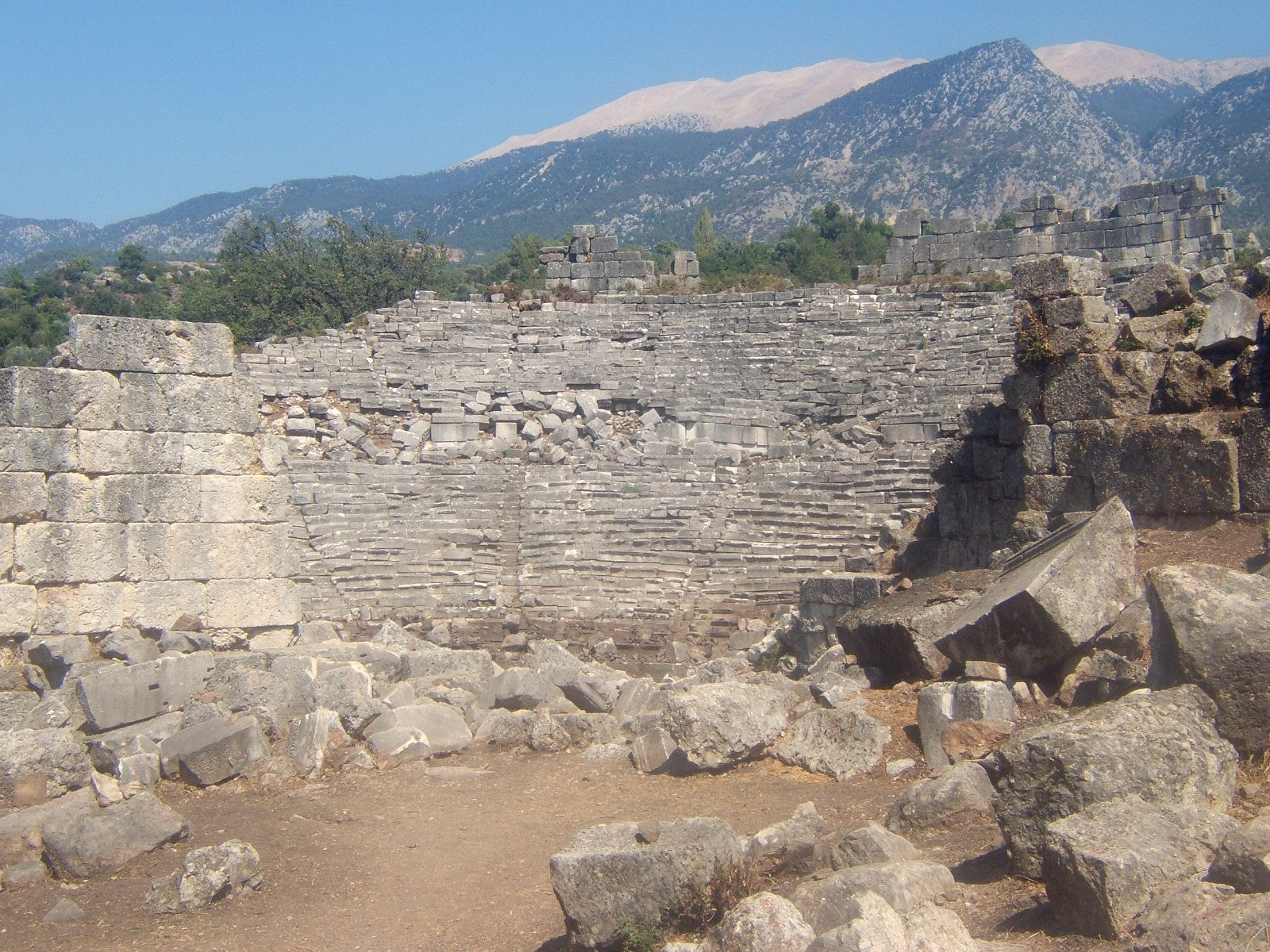
Het amfitheater van Tlos
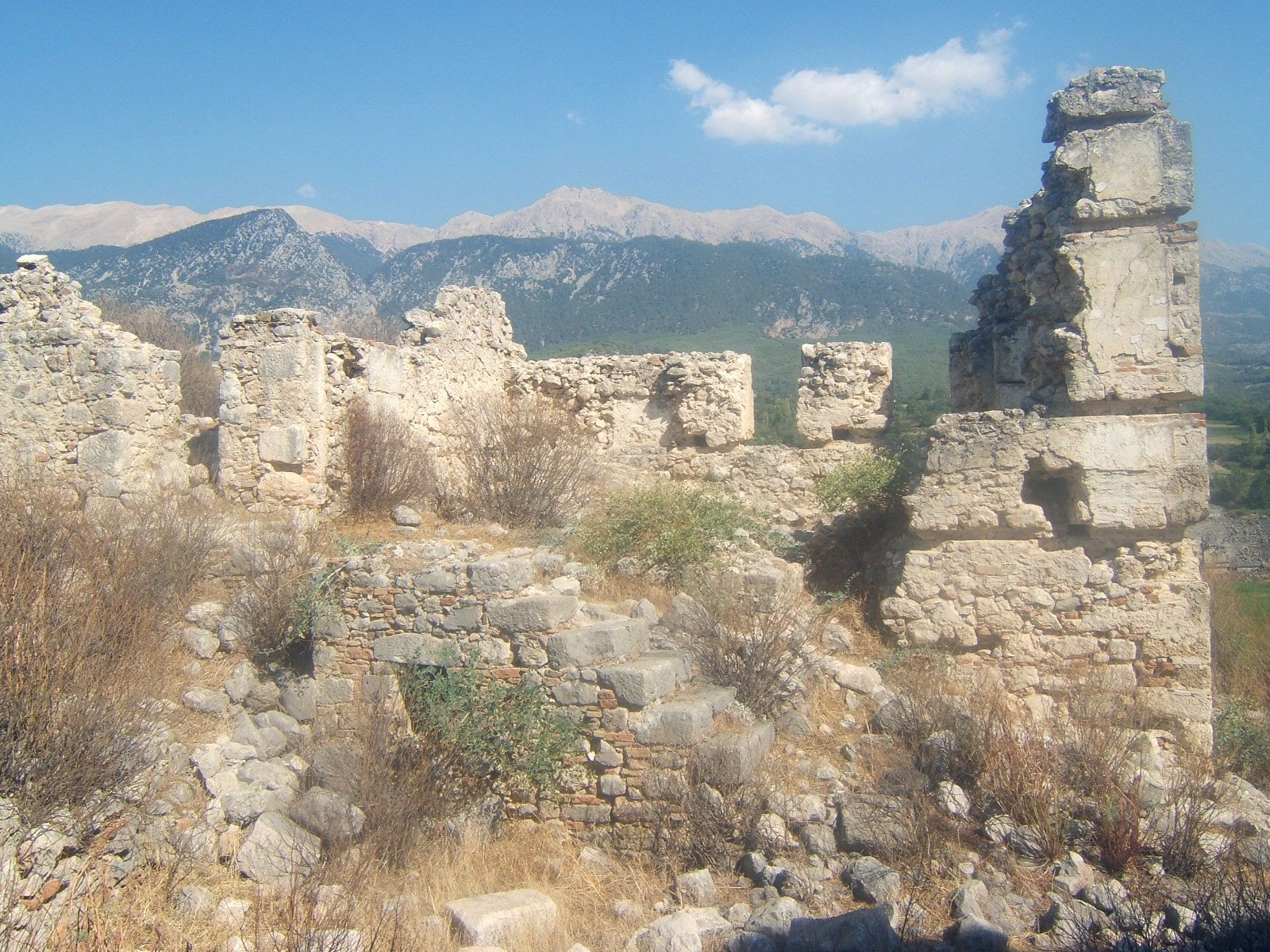
Restanten van een Osmaans fort
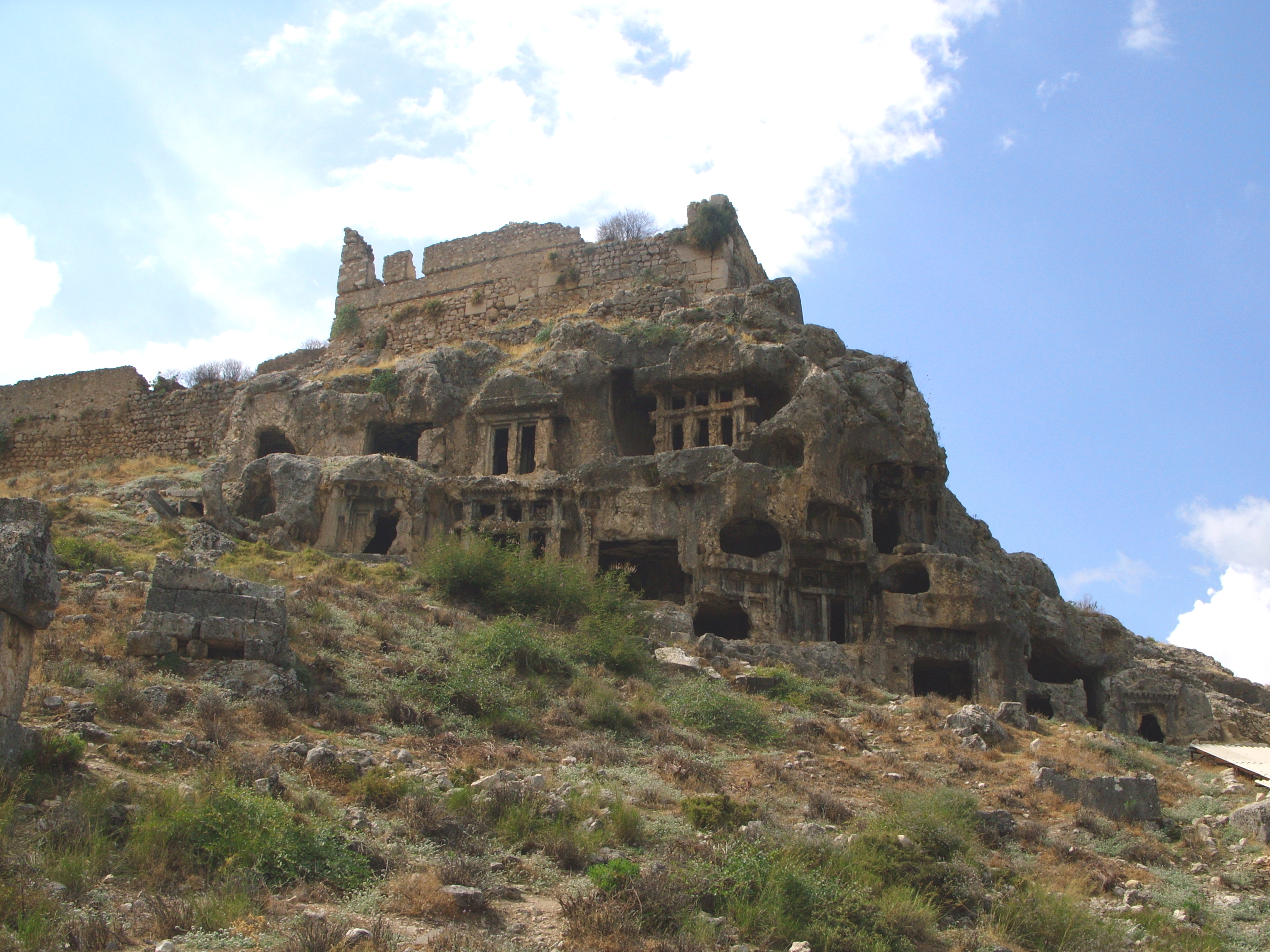
Rotsgraven in Tlos
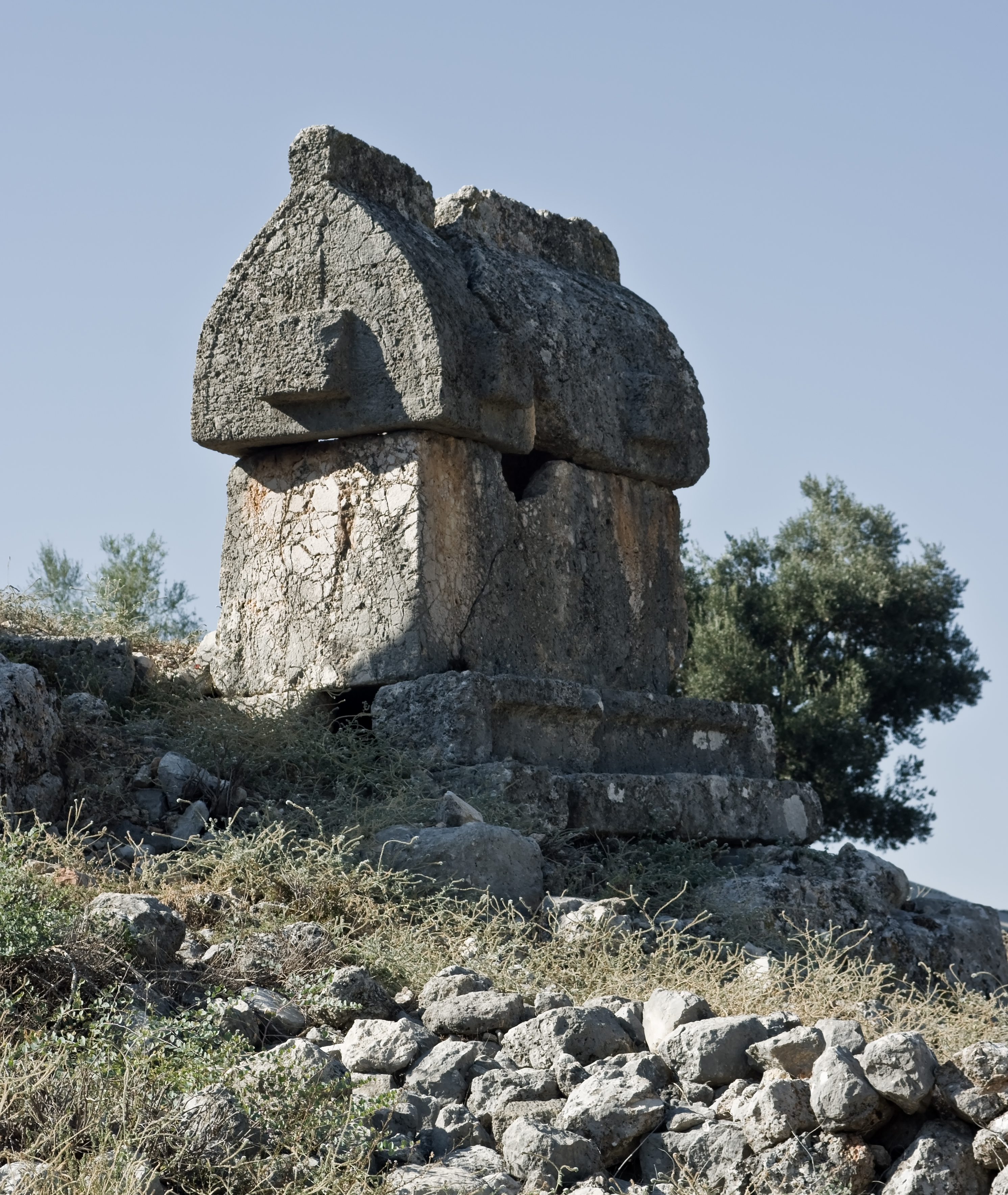
Een tombe op de necropolis van Tlos